# 翠鳥山翠鳥號列車
翡翠 山翡翠（日语： Kawasemi yamasemi */?）是九州旅客鐵道（JR九州）主要運行在熊本站 - 人吉站之间，途經鹿兒島本線和肥薩線的臨時特急列車 。

## 概要
特急「翡翠 山翡翠」於2017年3月4日開始作為肥薩線的觀光列車運營，是JR九州的第十一列「D＆S列車」（設計和故事列車）。
熊本站和人吉站之間的特急列車「熊川」於2016年3月26日時間表改正後廢止；同時特急列車「九州橫斷特急」改爲僅在豐肥本線和日豐本線内行駛，因而沒有任何特急列車行走熊本站和人吉站之間。直到「翡翠 山翡翠」開始運行，以及在熊本站和人吉站之間行駛的快速列車「伊三郎、新平」升格為特急列車，相隔約一年才恢復特急列車的行駛。

## 運行概況
熊本站－人吉站之間每日運行2個來回的定期班次（3－6號），另加繁忙期行駛的一對來回臨時班次（1、2號）。在熊本－人吉間，每日另外有特急「伊三郎、新平」一對往返班次行駛。
運行時間表大致承襲了其前身肥薩線快速列車；但因爲要進行折返的準備、清掃作業和中途站的停車時間（觀光停車），一部分列車的運行時刻最大有30分鐘的變更。列車編號跟「熊川」和「九州橫斷特急」同樣，号数從1080D起計。
通常情況下，兩節車廂運行時因爲是一人運行，故不由列車長進行乘務工作，而是由客室乗務員進行。但平日1号和的2號班次沒有客室乗務員；這並不適用於暑假、春假等時期。另外，現時，櫃檯座位和包廂都不適用於JR九州網絡預約和JR西日本e5489網絡預約，此等座席要到綠窗口、旅行中心或主要的旅行社預約。
此外，車内設有VR装置，包括球磨川的漂流、模擬飛行體驗及車輛的頂部的視角看列車運行等視聽體驗。列車頂部的視角的運行影像乃安裝於普通版的Kiha47系列車車頭的攝像頭所攝影的影像。

### 停車站
熊本－新八代－八代－坂本－一勝地－渡－人吉

### 使用車輛、編成
所有班次使用一列經特別改造的Kiha 47系柴油列車行駛，該列車專用於行駛「翡翠 山翡翠」號。列車爲2輛編組長度，屬熊本車輛中心。全車為普通車，1、2号班次的2号車是自由席、其他車廂為指定席。
車輛設計由水戶岡銳治擔當。車廂使用產的人吉及球磨產的杉木、檜木及八代產的灯心草裝修。除了一般的可調校角度座椅，設有面向車窗的座位、卡位廂座、沙發座等等不同座席形式。面向人吉一側的1号車稱為「翡翠」，車內以藍色爲主調。1号車連接處附近設有無障礙廁所。面向熊本駅一側的2号車稱為「山翡翠」，車內以綠色爲主調，設有特產展覽櫃及車內銷售櫃台，售賣各種小食及紀念品。
當出現臨時車務調動時，或以「伊三郎、新平」的車輛，或普通列車的車輛代替行駛。

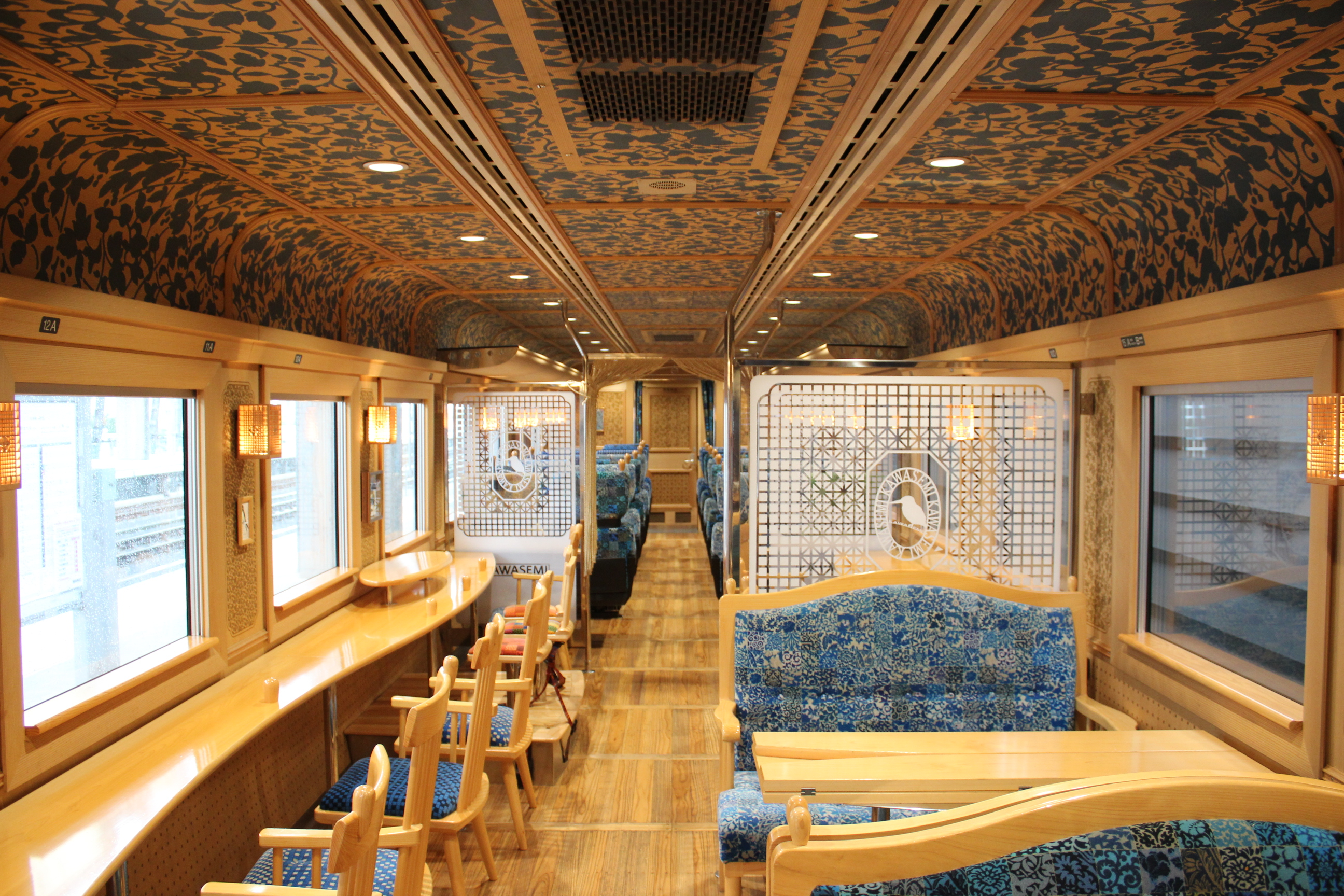
1号車「翡翠」（編號Kiha47 8087）
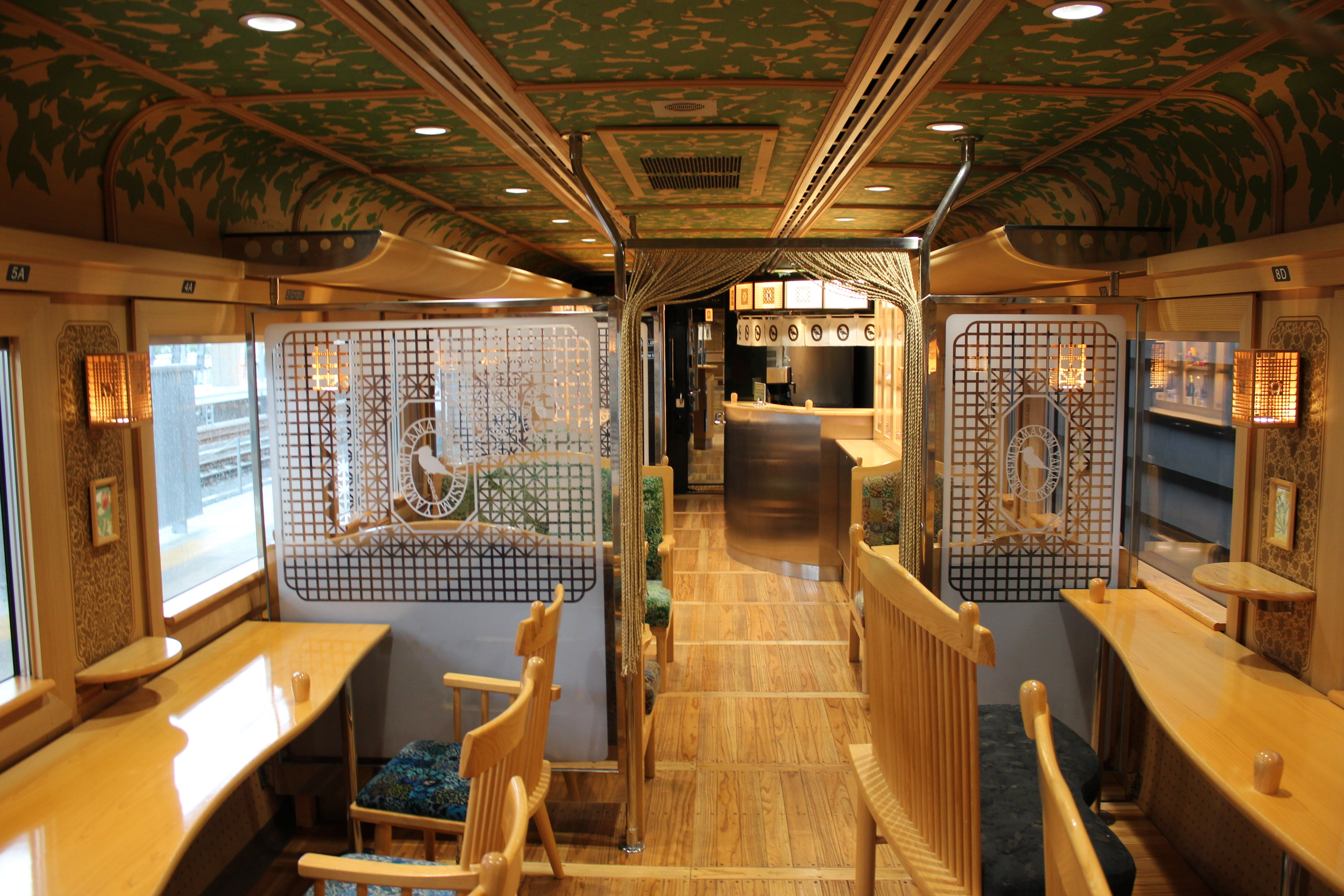
2号車「山翡翠」（編號Kiha47 9051）

### 備註
1. ↑  主要是星期五至星期一，以及大型假期間的每日

## 關連項目
- 伊三郎號、新平號列車
- 隼人之風號列車
- 日本列車愛稱列表

## 外部鏈結
- JR九州列車　「翡翠 山翡翠」（日語） （页面存档备份，存于）
- JR九州列車 「翡翠 山翡翠」（繁體中文） （页面存档备份，存于）
- JR九州列車 「翡翠 山翡翠」（简體中文） （页面存档备份，存于）